# Tabulae amalphitanae
Las Tabulae amalfitanae (conocidas también como Tabula Amalphitana o Tabula de Amalpha), cuyo título original en latín era Capitula et ordinationes Curiae Maritimae nobilis civitatis Amalphe, era un código marítimo, redactado en Amalfi en torno al siglo XI. Se trata del más antiguo estatuto marítimo italiano, vigente durante varios siglos en toda el área del mar Mediterráneo.Las Tabulae amalfitane contenían diversas normas que reglamentaban el tráfico, el comercio y el comportamiento en el mar de los miembros de una tripulación, atribuyendo a cada uno sus específicos derechos y deberes.

## Descripción
El código está compuesto de 66 artículos o "capítulos": los 21 primeros, escritos en latín, son la sección más antigua del código y están datados en el siglo XI, mientras los 45 restantes, escritos en lengua vulgar, fueron añadidos sucesivamente en el siglo XIII. El texto de las Tabulae ha llegado a nuestros días por medio de las copias manuscritas sobre papel ordenadas por los nobles amalfitanos de la época, hechas originalmente de una versión original que ya no existe. En el 1929 el gobierno italiano compró a Austria una de estas copias (en el pasado  propiedad del dux veneciano Marco Foscarini), para luego entregarla a Amalfi; el documento se conserva todavía en el museo cívico albergado dentro del palacio comunal de la ciudad.